# Mario Aravena
Mario Antonio Aravena Bonilla (Coquimbo, Región de Coquimbo, 31 de enero de 1985) es un exfutbolista chileno, que jugaba de mediocampista. 
Debutó profesionalmente con Coquimbo Unido en el Torneo de Apertura 2004, el 7 de febrero en un partido frente a Cobresal.

## Clubes
| Club                      | País  | Año       |
| ------------------------- | ----- | --------- |
| Coquimbo Unido            | Chile | 2004-2008 |
| Unión Española            | Chile | 2008-2011 |
| Universidad de Concepción | Chile | 2011-2013 |
| Deportes Concepción       | Chile | 2014      |